# La Reine de l'orthographe
La Reine de l'orthographe (France) ou J'épèle au loin (Québec) (I'm spelling as fast I as can) est le 12e épisode de la saison 14 de la série télévisée d'animation Les Simpson.

## Épisode
Le jour de la rentrée, après le discours de bienvenue, Seymour Skinner organise un concours d'orthographe où Lisa termine évidemment première. Elle remporte un prix ce qui l'encourage à participer à la finale d'orthographe, ce qui la qualifiera pour les jeux ortholympiques nationaux. Elle gagne la finale et part pour les jeux ortholympiques avec le soutien de toute la ville de Springfield. Pendant ce temps-là, Homer devient accro au nouveau sandwich du Krusty Burger et part en tournée pour suivre le sandwich de ville en ville. Arrivée à la finale des jeux ortholympiques, Lisa doit faire un choix : elle doit faire exprès de perdre afin d'avoir des études gratuites et permettre à un autre enfant plus populaire de remporter le titre. Le moment venu, Lisa sur le point de se résigner, voit qu'Homer est revenu assister à son succès. Elle se reprend, révèle la supercherie et décide de ne pas perdre. Pourtant, elle fait une erreur en épelant son mot, ce qui lui vaut la seconde place. Déçue, elle retourne à Springfield où toute la ville l'attend pour célébrer sa performance.